# Hector Zazou
Hector Zazou, di vero nome Pierre Job (Sidi Bel Abbes, 11 luglio 1948 – Parigi, 8 settembre 2008), è stato un compositore e produttore discografico francese nato in Algeria.

## Biografia
Produttore e compositore versatile i cui interessi spaziano dal rock (con la band The Barricades) alla musica impressionista francese (con il duo ZNR) fino alla musica tradizionale africana (tre album con Bony Bikaye). Ha collaborato tra gli altri con Björk, Sainkho, Siouxsie, David Sylvian e i P.G.R. 
Il suo ultimo album, "In the house of mirrors", coinvolge numerosi artisti uzbechi e indiani.
L'album “Sahara Blue” (1992) è un tributo al poeta francese Arthur Rimbaud, che vede la partecipazione di Gérard Depardieu, David Sylvian, Bill Laswell, Khaled, Dead Can Dance.  “Lights In The Dark” (1998) è un'esplorazione della musica sacra celtica del XII secolo. L'ultimo progetto a cui ha lavorato è un album intitolato In the House of Mirrors, uscito poche settimane dopo la sua morte. Registrato a Mumbai con la collaborazione di quattro importanti strumentisti provenienti da India e Uzbekistan In questo lavoro ha proposto una nuova interpretazione della musica classica asiatica.

## Discografia
- ZNR (Zazou-Racaille) Barricades 3 (RCA 1976)
- ZNR (Zazou/Racaille) Traité de Mécanique Populaire (Invisible 1978)
- La Perversità (1979)
- Zazou/Bikaye /CY1 Noir & Blanc (Crammed Discs 1983) : (CY1 : Claude Micheli, Guillaume Loizillon)
- Reivax au Bongo (avec Ray Lema, Bony Bikaye, Kanda Bongo Man...) (Crammed Discs 1984)
- Géographies (Crammed Discs 1985)
- Zazou/Bikaye Mr Manager (Crammed Discs 1985)
- Zazou/Bikaye Guilty (Crammed Discs 1987)
- Géologies (Crammed Discs 1988)
- Hector Zazou 1977- 1990 (Tonk 1990)
- Hector Zazou & Les Nouvelles Polyphonies Corses (Polygram 1991)
- Sahara Blue (con Gérard Depardieu, David Sylvian, Cheb Khaled...) (Crammed Discs 1992)
- Chansons des Mers Froides (con Siouxsie Sioux, Suzanne Vega, Björk, John Cale, Tokiko Katō...) (Sony 1995)
- Hector Zazou & Harold Budd Glyph[3] (Crammed Discs 1995)
- Hector Zazou & Barbra Gogan Made on Earth (Crammed Discs 1997)
- Lights in the Dark (avec Katie MacMahon, Breda Mayock, Lasairfhiona Ni Chonaola)– (Erato/Warner 1998)
- 12 (Las Vegas is Cursed) avec Sandy Dillon (Crammed Discs 2001)
- Strongs Currents – digipack French edition (Taktic Music/Telescopic 2003)
- Sonora Portraits #2 Strong Currents - CD/Book (96 pages) edition (Taktic Music/Materiali Sonori 2003)
- L'Absence - (Taktic Music/ East West/Warner & Audioglobe (Italy, Greece) 2004)
- Quadri{+}Chromies - Hector Zazou et Bernard Caillaud CD+DVD (Taktic Music/Materiali Sonori 2006)
- Corps Électriques - Hector Zazou/Katie Jane Garside/Nils Petter-Molvaer/Lone Kent/Bill Rieflin (Signature-Radio France 2008)
- In the House of Mirrors - Hector Zazou & Swara[4] (avec Toir Kuziyev, Milind Raikar, Ronu Majumdar, Manish Pingle) (Crammed Discs 2008)
- Oriental night fever - Hector Zazou, Barbara Eramo, Stefano Saletti (Materiali Sonori 2010)